# ای‌پی‌تی ستلایت هلدینگ
ای‌پی‌تی ستلایت هلدینگ (انگلیسی: APT Satellite Holdings) شرکت مخابرات و هوافضای چینی است، که در سال ۱۹۹۲ توسط دولت چین تأسیس شد.